# Міль цибулева
Міль цибулева (Acrolepiopsis assectella) — метелик з родини горностаєвих молей (іпономеутид). Цибулева міль В Україні поширена повсюдно.

## Опис
Метелик — розмах крил 12-15 мм. Яйця овальні, молочного кольору. Гусениці останнього віку завдовжки 10-11 міліметрів, жовтувато-зелені з коричневими бородавками. Лялечка темно-коричнева.

## Екологія
Зимують лялечки або метелики в ґрунті під рослинними рештками. Навесні метелики відкладають поодинокі яйця на нижній бік листків цибулі, на шийку цибулини, квіткові стрілки. Розвиток гусениць триває 12-16 днів. Заляльковування відбувається на кормовій рослині або всередині листка. Лялечка розвивається 9-15 днів. Протягом року шкідник дає два-три покоління.